# Vilarnadal
Vilarnadal – miejscowość w Hiszpanii, w Katalonii, w prowincji Girona, w comarce Alt Empordà, w gminie Masarac.
Według danych INE w 2020 roku liczyła 117 mieszkańców – 58 mężczyzn i 59 kobiet. 